# Giovanni Prelli
Giovanni Prelli (Novara, 16 febbraio 1851 – Bologna, 16 giugno 1919) è stato un generale italiano, distintosi particolarmente sul fronte giulio durante la fasi iniziali della guerra con l'Impero austro-ungarico. Al comando della 3ª Divisione, su sua diretta decisione, oltrepassò il fiume Isonzo occupando Plava e poi la forte posizione strategica di Quota 383. Questo fatto fu visto negativamente dal generale Pietro Frugoni, da cui dipendeva in quanto comandante della 2ª Armata, che lo fece destituire dal comando dal Capo di stato maggiore del Regio Esercito, generale Luigi Cadorna. Nel dopoguerra fu pienamente riabilitato, venendo insignito della Croce di Commendatore dell'Ordine militare di Savoia.

## Biografia

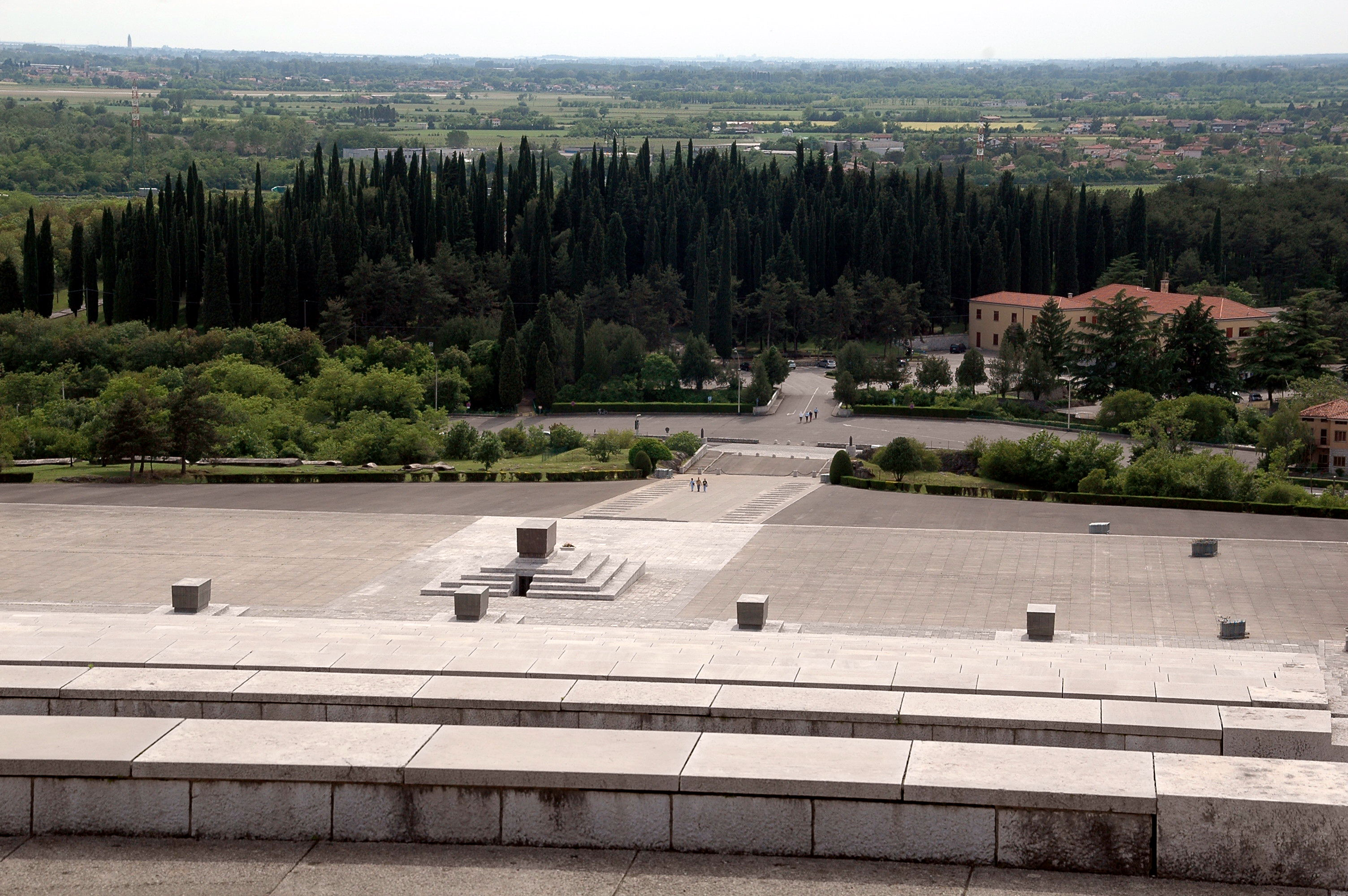
Veduta del sacrario Militare di redipuglia con la tomba del Duca d'aosta, e subito dietro quelle dei generali Antonio Edoardo Chinotto, Giuseppe Paolini, Fulvio Riccieri, Giovanni Prelli, e Tommaso Monti.

Nacque a Novara il 16 febbraio 1851. Arruolatosi nel Regio Esercito fece una brillante carriera militare. Divenuto capitano, fu mandato in servizio presso il Regio corpo truppe coloniali d'Eritrea, e tra il 1887 e il 1891 collaborò alla realizzazione della prima Carta della colonia Eritrea, che comprendeva il territorio fra Massaua, Zula, Asmara e Cheren.
Da maggiore fu in servizio nel 17º Reggimento fanteria della Brigata Brescia, e da tenente colonnello nel 54º Reggimento fanteria della Brigata Umbria. Divenuto colonnello fu comandante del 20º Reggimento fanteria, e successivamente prestò servizio come Vicecomandante presso la Scuola centrale di tiro di fanteria.
Promosso dapprima maggiore generale, divenne successivamente tenente generale ricoprendo l'incarico di Direttore generale del personale presso il Ministero della guerra, assumendo quindi il comando della Divisione militare territoriale di Alessandria il 30 settembre 1913. 
All'entrata in guerra del Regno d'Italia, avvenuta il 24 maggio 1915, comandava la 3ª Divisione, forte delle Brigate Ravenna e Forlì, assegnata al II Corpo d'armata della 2ª Armata generale Pietro Frugoni. Alla testa della Grande Unità si distinse nell'attraversare l'Isonzo su di un ponte di barche appositamente costruito sotto il fuoco del nemico, occupando Plava (8-9 giugno) e conquistando la forte posizione di Quota. 383 (16 giugno) nel corso della prima battaglia dell'Isonzo. 
Questo successo portò il generale Frugoni ad avanzare al comandante in capo dell'esercito, generale Luigi Cadorna, la richiesta che fosse esonerato dal comando, cosa che avvenne il 21 giugno, quando fu trasferito al Distretto Militare di Ancona. In seguito ricoprì l'incarico di Capo della Commissione Promozioni Speciali presso il Comando Supremo. L'esonero di Prelli fece infuriare il comandante del II Corpo d'Armata, Generale Ezio Reisoli, che protestò energicamente con Frugoni, il quale ammise che essendo Prelli più anziano di lui egli poteva influenzarlo poiché lui era stato un suo sottoposto. Poco dopo anche Reisoli venne esonerato dal comando.
Dopo la fine della guerra per i suoi meriti fu insignito della Croce di Commendatore dell'Ordine militare di Savoia.
Si spense a Bologna il 16 giugno 1919, e la sua salma venne inizialmente seppellita nel cimitero della città, venendo poi traslata nel 1922, dietro sua precisa disposizione testamentale, in quello militare di Plava, che da allora fu noto come Cimitero "Prelli". Nel 1935 S.A.R. Emanuele Filiberto Duca d'Aosta, già comandante della 3ª Armata, fece traslare i suoi resti mortali da Plava a Redipuglia, tumulata in uno dei cinque monoliti schierati ai piedi della scalea, subito dietro a quello principale del Duca.
dalle sue memorie nel 1938 Carlo Luigi Bozzi diede alle stampe il libro La 3ª Divisione alla conquista di Plava: dalle memorie del generale Giovanni Prelli, comandante della 3ª Divisione di fanteria, edito da G. Paternolli a Gorizia.

### Annotazioni
1. ↑  Lavorò insieme ai capitani Giuseppe Lavallea, Antonio Bonoldi, e Antonio Scotti.

### Fonti
1. ↑  Caduti Grande Guerra.
2. ↑  Guarducci 2006, p. 153.
3. ↑   Bollettino ufficiale delle nomine, promozioni e destinazioni negli ufficiali e sottufficiali del R. esercito italiano e nel personale dell'amministrazione militare, 1894,  p. 562. URL consultato il 2 gennaio 2020.
4. ↑   Annuario d'Italia guida generale del Regno,  p. 213. URL consultato il 2 gennaio 2020.
5. 1 2   Bollettino ufficiale delle nomine, promozioni e destinazioni negli ufficiali e sottufficiali del R. esercito italiano e nel personale dell'amministrazione militare, 1907,  p. 340. URL consultato il 2 gennaio 2020.
6. ↑  Gazzetta Ufficiale del Regno d'Italia n.245 del 21 ottobre 1913, pag.6554.
7. ↑  Giacchi, Chiolini, Marchini, Crimi 1929, p. 38.
8. ↑  Spagnolo 2016, p. 12.
9. 1 2 3 4 5 6  Alpinismo triestino n.147, gennaio-febbraio 2015, p. 4.
10. ↑  Sito web del Quirinale: dettaglio decorato.
11. ↑   Bollettino ufficiale delle nomine, promozioni e destinazioni negli ufficiali e sottufficiali del R. esercito italiano e nel personale dell'amministrazione militare, 1916,  p. 5587. URL consultato il 2 gennaio 2020.